# Louis Paul Pierre Dumont
Pour les articles homonymes, voir Dumont.
Louis Paul Pierre Courselles-Dumont dit Louis Paul Pierre Dumont, né le 17 décembre 1822 à Paris et mort le 24 janvier 1885 dans la même ville, est un artiste peintre, graveur et illustrateur français, l'un des interprètes de Gustave Doré.

## Biographie
Louis Paul Pierre Dumont est né le 17 décembre 1822 à Paris, fils de Jean-Baptiste Courselles-Dumont et d'Agathe Marie Joséphine Lepeule. Il entre en formation à la Manufacture des Gobelins, au sein de l'école de dessin. Il expose au Salon de Paris à partir de 1850, six gravures sur bois d'après Tony Johannot, Jean-Jacques Champin et Joseph Vernet. Il revient au Salon en 1861, 1863, 1864, proposant des bois d'après Gustave Doré. En 1865, toujours au Salon, en plus de bois toujours d'après Doré, il expose une peinture, Une allée près de la forêt de Fontainebleau.  De 1866 à 1869, il expose de nouveaux des bois d'après Doré. À compter de 1870 et jusqu'en 1882, Dumont expose tour à tour et principalement des bois et des peintures paysagères. Outre Doré, il interprète entre autres Pierre-Eugène Grandsire, Paul Huet, Louis Marvy, Aimé Morot, Alphonse de Neuville, Adolphe Yvon...
Dumont a produit une importante quantité de xylographies pour des journaux illustrés dont L'Illustration, Le Journal illustré, le Magasin pittoresque, L'Univers illustré, Le Voleur. Entre mai 1857 et juillet 1858, il est l'éditeur et le graveur d'un périodique illustré, La Lanterne magique. Il a également travaillé pour l'éditeur Jules Hetzel.
Durant toute sa vie, il occupe une seule adresse, le 17 de la rue Dauphine, où il possède son atelier. C'est là qu'il meurt le 24 janvier 1885. Il avait épousé Henriette Lemercier. Le peintre-graveur Henri Courselles-Dumont est leur fils.
Alfred Prunaire est l'un de ses élèves.

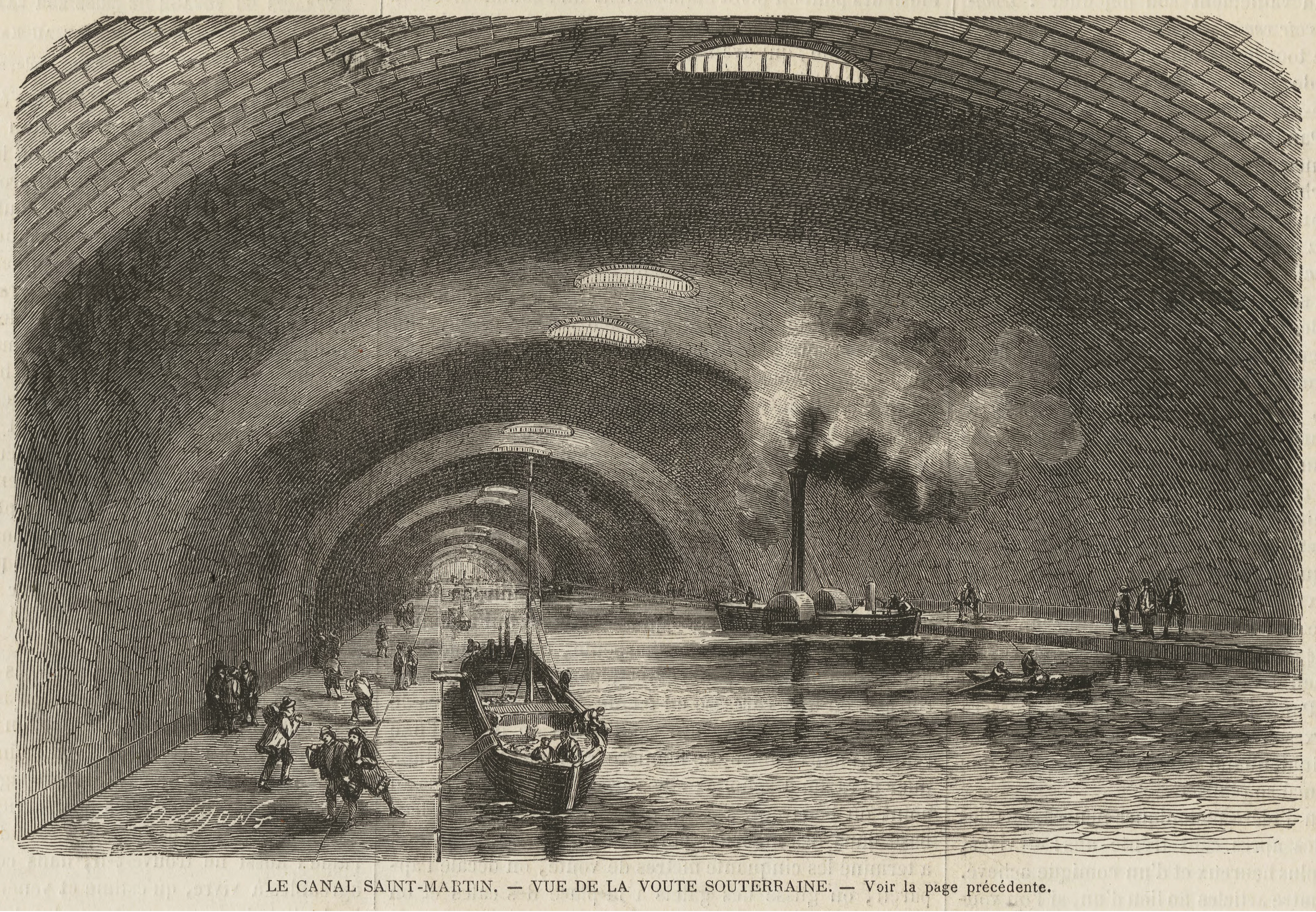
Le Canal Saint-Martin - vue de la voûte souterraine, 1862, Brown University Library.
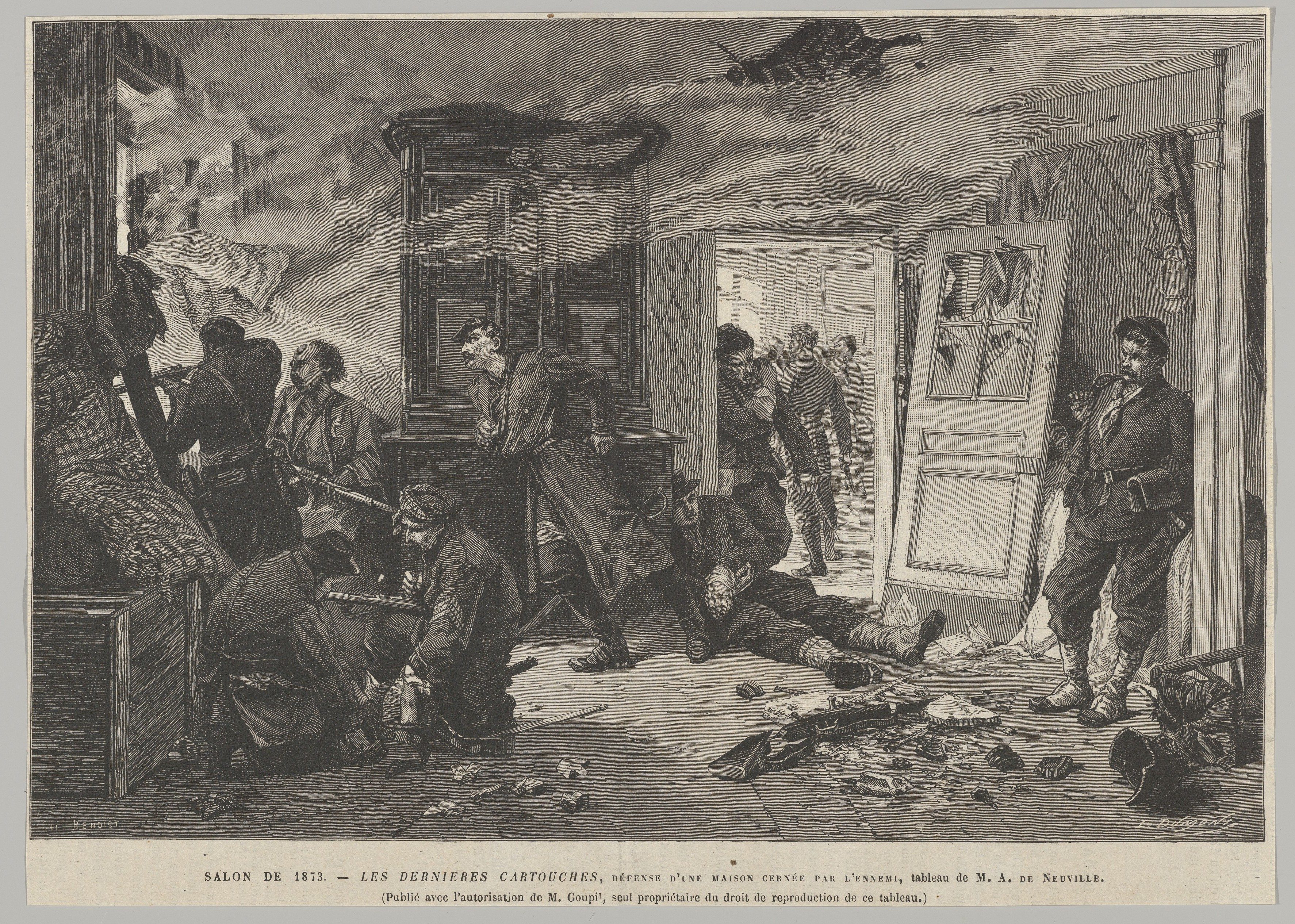
Les Dernières Cartouches (1873), gravée sur bois par Dumont pour L'Univers illustré (Metropolitan Museum of Art).